# Delias hempeli
Delias hempeli is een vlindersoort uit de familie van de Pieridae (witjes), onderfamilie Pierinae.
Delias hempeli werd in 1904 beschreven door Dannatt.